# Praia de Iguabinha
Praia de Iguabinha
A Praia de Iguabinha, pertence à cidade de Araruama, no estado do Rio de Janeiro, e possui uma extensão de 2,5 km, com águas mornas, propícia a banhos, também com areia branca, embora o fundo seja rochoso em algumas partes. Possui um condomínio (Praia das Espumas) que margeia a laguna e localidades como Lake View, Geisilandia, Vivendas etc...sendo que a maior parte das ruas públicas não são pavimentadas. 
(Praia pertencente à Lagoa de Araruama)
- Localização: Iguabinha, Araruama; a 8 km do Centro.